# 高陂镇 (万安县)
高陂镇，是中华人民共和国江西省吉安市万安县下辖的一个乡镇级行政单位。

## 行政区划
高陂镇下辖以下地区：
高陂社区、高陂村、下东村、符竹村、泗源村、象湖村、谷中村、彭门村和岽上村。